# Dee Dee Bridgewater
Dee Dee Bridgewater, nome d'arte di Denise Eileen Garrett (Memphis, 27 maggio 1950), è una cantante statunitense.

## Biografia
È considerata una delle poche eredi delle grandi voci femminili del jazz. Nei primi anni settanta cantò con l'orchestra di Thad Jones/Mel Lewis, e collaborò contemporaneamente con Dexter Gordon, Dizzy Gillespie, Max Roach e Sonny Rollins. Nello stesso periodo fece un'importante esperienza cantando Glinda in The Wiz (musical), per il quale meritò il Tony Award alla miglior attrice non protagonista in un musical.
Sposata al trombettista Cecil Bridgewater, ebbe la completa maturazione artistica e i primi grandi riconoscimenti a livello di critica e di pubblico dopo essersi trasferita in Francia all'inizio degli anni ottanta, imponendosi come raffinata interprete di un vasto repertorio che spazia dagli standard alle tendenze più recenti, con un particolare apprezzamento per il suo modo di reinterpretare il repertorio di Billie Holiday e di altre grandi cantanti del passato.
Una delle sue canzoni più famose è Till The Next Somewhere (Precious Thing) (1989), cantata insieme a Ray Charles. Con questo brano i due interpreti si presentarono al Festival di Sanremo di quell'anno in veste di superospiti.
La sua notorietà presso il grande pubblico italiano ebbe inizio da quel momento, e crebbe ulteriormente con la partecipazione alle due successive edizioni del Festival di Sanremo, quella del 1990 dove interpretò fuori gara Angel Of The Night, la versione in inglese del brano Uomini soli con il quale i Pooh vinsero la gara, e quella del 1991 dove interpretò fuori gara Just Tell Me Why, versione in inglese del brano Perché lo fai che valse il terzo posto a Marco Masini.
Nel 1995 durante il programma italiano Notte Blu, andato in onda su Canale 5 per festeggiare la vittoria nella coppa del mondo di sci di Alberto Tomba, duettò con Giorgia e il papà Giulio Todrani, anch'egli cantante, sulle note di Georgia on My Mind. Il 16 ottobre 1999, Dee Dee Bridgewater è stata nominata ambasciatrice dell'Organizzazione per l'Alimentazione e l'Agricoltura delle Nazioni Unite (FAO).

## Discografia
- 1974 - Afro Blue (Trio Records)
- 1976 - Dee Dee Bridgewater (Atlantic)
- 1978 - Just Family (Electra)
- 1979 - Bad for Me (Electra)
- 1980 - Dee Dee Bridgewater (Electra)
- 1987 - Live in Paris (Polygram/Verve)
- 1989 - Precious Thing
- 1990 - Victim of Love con Ray Charles (Polygram/Verve)
- 1992 - In Montreux (Polygram/Verve)
- 1992 - All of Me (Fonit/Cetra)
- 1993 - Keeping Tradition (Polygram/Verve)
- 1994 - Greatest Hits (Gala)
- 1995 - Love and Peace (Polygram/Verve)
- 1996 - Prelude to a Kiss: The Duke Ellington Album - Hollywood Bowl Orchestra/John Mauceri (Universal/Verve)
- 1997 - Dear Ella (Universal/Verve) - quinta posizione nella Billboard 200 e Grammy Award for Best Jazz Vocal Album 1998
- 2000 - Live at Yoshi's (Universal/Verve)
- 2002 - This Is New (Universal/Verve) - settima posizione nella Billboard 200
- 2005 - J'ai Deux Amours (Sovereign Artist)
- 2007 - Red Earth (DDB Records/Emarcy)
- 2010 - Eleanora Fagan (1915-1959): To Billie with love from Dee Dee Bridgewater (DDB Records/Emarcy) - sesta posizione in Grecia e Grammy Award for Best Jazz Vocal Album 2011
- 2011 - Midnight sun (EmArcy)
- 2015 - Dee Dee's Feathers (OKeh)
- 2017 - Memphis... Yes, I'm Ready (OKeh)

## Teatro
- The Wiz (1975)